# Premi Feroz a la millor actriu protagonista
El Premi Feroz a la millor actriu protagonista és un premi cinematogràfic que s'entrega anualment, des del 2014, com a part dels Premis Feroz, creats per l'Associació d'Informadors Cinematogràfics d'Espanya.

## Guanyadores i nominades
| Edició | Any  | Foto     | Guanyadora            | Obra                       | Nominades |
| ------ | ---- | -------- | --------------------- | -------------------------- | --- |
| I      | 2014 |          | Marián Álvarez        | La herida                  | - Aura Garrido - Stockholm - Inma Cuesta - 3 bodas de más - Nora Navas - Tots volem el millor per a ella - Candela Peña - Ayer no termina nunca - Belén Rueda - Ismael |
| II     | 2015 |          | Bárbara Lennie (1)    | Magical Girl               | - Elena Anaya - Todos están muertos - Carmina Barrios - Carmina y amén - Ingrid García-Jonsson - Hermosa juventud - Natalia Tena - 10.000 km                           |
| III    | 2016 |          | Inma Cuesta           | La novia                   | - Penélope Cruz - Ma ma - Irene Escolar - Un otoño sin Berlín - Natalia de Molina - Techo y comida - Nora Navas - La adopción                                          |
| IV     | 2017 |          | Bárbara Lennie (2)    | María (y los demás)        | - Anna Castillo - El olivo - Carmen Machi - La puerta abierta - Emma Suárez - Julieta - Adriana Ugarte - Julieta                                                       |
| V      | 2018 |          | Nathalie Poza         | No sé decir adiós          | - Marian Álvarez - Morir - Laia Artigas - Estiu 1993 - Sandra Escacena - Verónica - Núria Prims - Incerta glòria - Maribel Verdú - Abracadabra                         |
| VI     | 2019 |          | Eva Llorach           | Quién te cantará           | - Penélope Cruz - Todos lo saben - Lola Dueñas - Viaje al cuarto de una madre - Alexandra Jiménez - Las distancias - Bárbara Lennie - Petra                            |
| VII    | 2020 |          | Belén Cuesta          | La trinchera infinita      | - Pilar Castro - Ventajas de viajar en tren - Greta Fernández - La hija de un ladrón - Marta Nieto - Madre - María Rodríguez Soto - Los días que vendrán               |
| VIII   | 2021 |          | Patricia López Arnaiz | Ane                        | - Candela Peña - La boda de Rosa - Kiti Mánver - El inconveniente - Andrea Fandos - Las niñas - Amaia Aberasturi - Akelarre                                            |
| IX     | 2022 | centrado | Petra Martínez        | La vida era eso (María)    | - Blanca Portillo - Maixabel (Maixabel Lasa) - Tamara Casellas - Ama (Pepa) - Penélope Cruz - Madres paralelas (Janis Martínez Moreno ) - Marta Nieto - Tres (C.)      |
| X      | 2023 | centrado | Laia Costa            | Cinco lobitos (Amaia)      | - Anna Castillo - Girasoles silvestres (Julia) - Laura Galán - Cerdita (Sara) - Marina Foïs - As bestas (Olga Denis) - Carla Quílez - La maternal (Carla)              |
| XI     | 2024 | centrado | Malena Alterio        | Que nadie duerma ('Lucía)' | - Laia Costa - Un amor (Nat) - Kiti Mánver - Mamacruz (Mari Cruz) - María Vázquez - Matria (Ramona Iglesias) - Carolina Yuste - Saben aquell (Conchita Alcaide)        |